# Cassiteriet
Het mineraal cassiteriet is een tin-oxide met de chemische formule SnO2.

## Eigenschappen
Het kleurloze, grijze, groene of bruin- tot bruinzwarte cassiteriet heeft een diamantglans, een bruinwitte streepkleur, een perfecte splijting volgens kristalvlak [100] en een onduidelijke volgens [110]. De gemiddelde dichtheid is 6,9 en de hardheid is 6 tot 7. Het kristalstelsel is tetragonaal en het mineraal is niet radioactief .

## Naam
De naam van het mineraal cassiteriet is afgeleid van het Griekse woord kassiteros, dat "tin" betekent.

## Voorkomen
Cassiteriet is het meest algemene tin-oxide en komt vooral voor in granitische pegmatieten en alluviale afzettingen. De typelocatie is gelegen in Cornwall en Wales in het Verenigd Koninkrijk.
Ook in Oost-Congo komt (naast goud, koper en coltan) en veel in Malakka, (Maleisië) cassiteriet voor.

## Geschiedenis
De Feniciërs haalden het van de legendarische Kassiteriden, een eilandengroep waarmee mogelijk de Scilly-eilanden bedoeld werden, ten westen van Cornwall. De Feniciërs verhandelden dit mineraal door het hele Middellandse Zeegebied. Vanaf de 13e eeuw werd het ook in het Ertsgebergte, op de grens van Duitsland en Tsjechië,  gedolven.